# کوشک هخامنشی، قره‌جمیرلی
کوشک هخامنشی قره‌جمیرلی (انگلیسی: Persian propyleion, Karacamirli) به یک دروازه کاخ هخامنشی اشاره دارد که در سال‌های ۲۰۰۶ و ۲۰۰۷ در نزدیکی روستای قره‌جمیرلی در غرب جمهوری آذربایجان کشف شد.
ساختمان اصلی در این کوشک، کاخ یک مقام ارشد پارسی هخامنشی (یک ساتراپ) است و به احتمال زیاد در زمان خود به عنوان یک اقامتگاه مهم تلقی می‌شده است.
این کاخ درون یک باغ محصور به ابعاد ۴۵۰ در ۴۲۵ متر ساخته شده است. از خشت خام ساخته شده و در ابعاد ۲۲ × ۲۳ متر گسترش یافته است. تخمین زده می‌شود که ارتفاع این بنا حداقل ۵ متر بوده باشد. ابعاد نقشه معماری این بنا به بناهای مشابه در پاسارگاد و شوش نزدیک است. متیو پی. کانپا یادداشت می‌کند که با وجود این‌که این عمارت درون یکی از ساتراپی‌های شاهنشاهی ایران ساخته شده بود، «هیچ چیز شهرستانی دربارهٔ معماری آن وجود ندارد». او اضافه می‌کند «روش‌های ساخت، مصالح و نقشه‌های آن، همان‌هایی هستند که در کاخ‌های سلطنتی تخت جمشید استفاده شده بودند». از نظر فرم‌های معماری، کاخ قره‌جمیرلی شباهت نزدیکی به ساختارهای استفاده شده در مرکز شاهنشاهی هخامنشیان به‌خصوص «هدیش» خشایارشا (۴۸۶–۴۶۵ ق. م) دارد.
این محوطه هخامنشی قره‌جمیرلی شباهت‌های بسیاری به یافته‌های هخامنشی در نزدیکی آن در گومباتی (گرجستان) و ساری تپه (آذربایجان) دارد. احتمالاً این بنا اندکی پس از فتح منطقه توسط هخامنشیان، اواخر سده ششم پیش از میلاد، و به احتمال زیاد در جریان لشکرکشی داریوش بزرگ (۵۲۲–۴۸۶ ق. م) در مقابله با سکاها در ۵۱۳/۱۲ ق. م، ساخته شده است. در زمان ساخت، این سایت در ساتراپی سرزمین ماد واقع شده بود. پیر بریان با اشاره به Knauss و همکارانش (۲۰۱۰): «قره‌جمیرلی به ما نشان می‌دهد که حتی در پیرامون امپراتوری، حکومت پارسی نشانه‌های باشکوهش را برجای گذاشته است». این سایت احتمالاً مقارن با آغاز حمله و هجوم اسکندر مقدونی رها شده است. با توجه به نبود شواهد از تخریب خشونت‌آمیز، ممکن است ساکنان پارسی این سایت پس از شنیدن اخبار شکست قاطع و مرگ داریوش سوم (۳۳۶–۳۳۰ ق. م)، اموال خود را با خود برداشته و به وطنشان بازگشته باشند